# Сура (приток Пурежки)
Сура, иначе Сурка — река в Ивановской области России. Устье реки находится по левому берегу реки Пурежка. Исток реки в лесах около населённого пункта Сурки Ивановской области. Длина реки — 12 км. Не судоходна. Правый приток — Крутомой.

## Данные водного реестра
По данным государственного водного реестра России относится к Окскому бассейновому округу, водохозяйственный участок реки — Клязьма от города Ковров и до устья, без реки Уводь, речной подбассейн реки — бассейны притоков Оки от Мокши до впадения в Волгу. Речной бассейн реки — Ока.